# 解谜 (电视剧)
《解谜》（皇家轉寫：Khai Khadi Pen Hen Khadi Tai）是一部由阿晨·艾丁（Joong）、纳塔猜·布恩普拉瑟（Dunk）领衔主演的泰国悬疑奇幻电视剧。此剧改编自MTRD.S.的同名泰语小说，预计将在2025年通过GMM 25电视台播出。
此剧由GMMTV与Parbdee Taweesuk制作，并在2024年11月GMMTV的“RIDING THE WAVE”新戏发布会上公开先导预告片。

## 剧情简介
Puifai在与朋友聚会一晚后去世。新任警督Khamin和Jade警长联手找出Puifai去世背后的真相。然而，事实证明案件并不像表面那么简单。

## 演员阵容

### 主要人物
- 阿晨·艾丁 饰演 Jade
- 纳塔猜·布恩普拉瑟 饰演 Khamin

### 其他人物
- 普琳雅帕·劳素万斯莉
- 提帕功·提达坦 饰演 Jay
- 奥希里斯·苏万纳奇普
- 帕缇塔·朋淳容拉 饰演 Puifai
- 瓦奇拉維·讓維瓦
- 婉维茉·珍萨瓦米缇
- 提帕功·宽本 饰演 Kla
- 皮拉坎·蒂苏万 饰演 Tar
- 哈里·奇瓦嘎隆